# سمفونی شماره ۷ (بتهوون)
سمفونی شماره ۷ در لا ماژور، اُپوس ۹۲، در چهار موومان، اثر لودویگ فان بتهوون است که بین سال‌های ۱۸۱۱ و ۱۸۱۲، هنگامی‌که سلامتی خود را در چشمهٔ آبگرم تپلیتسه از شهر بوهم بهبود می‌بخشید، ساخته شده‌است.

## تاریخچه
بتهوون تصنیفِ «سمفونی شمارهٔ ۷» را در سال ۱۸۱۲ به اتمام رساند و آن را به کُنت موریتس فون فریس اهدا کرد. این کار با حضور خودِ بتهوون در ۸ دسامبر ۱۸۱۳ در وین در یک کنسرت خیرخواهانه برای سربازان زخمی شده در «نبرد هانائو» آغاز شد. در نشانه‌هایی که بتهوون برای شرکت کنندگان اظهار داشته، انگیزه‌های آشکاری ذکر نشده‌است: «ما به غیر از وطن‌پرستی خالص و فداکاری شادمانۀ نیروهایمان، و کسانی که اینقدر برای ما فداکاری کرده‌اند، حرکتی نمی‌کنیم».
اجرای اولیه همچنین شامل کار میهنی «پیروزی ولینگتون»، ستایش از پیروزی بریتانیایی‌ها بر امپراتوری فرانسهٔ ناپلئون بود. این ارکستر توسط دوست بتهوون، ایگناتس شوپانتسیگ رهبری شد با حضور و اجرای تعدادی از بهترین موسیقی‌دانان روز دنیا را شامل می‌شد که عبارت بودند از: لویی اشپور (ویولونیست)، آهنگسازان یوهان نپوموک هومل، جاکومو مایربر، آنتونیو سالییری و گیتاریست چیره‌دست مائورو جولیانی، ویلنسل نواخت.
بتهوون در اولین اجرای خود اظهار داشت كه این اثر یکی از «بهترین کارهای اوست». موومان دوم بیشتر مورد توجه عموم قرار گرفت و اجرایش در کنسرت باید تکرار می‌شد. محبوبیت زیادی که موومان دوم به‌دست آورد، باعث شد که جدای از سمفونی نیز اجرا گردد.
از ویژگی‌های این سمفونی ریتم آن است، به‌خصوص موومان‌های اول، دوم و چهارم که به قول واگنر: «رقص در عالی‌ترین درجۀ کمال و بهترین شیوۀ ایده‌آلِ حرکتِ بدن»، به اجرا در می‌آید.

## ساختار

### سازبندی
سازهای سمفونی هفتم عبارتند از:
سازهای بادی چوبی :
۲ فلوت
۲ ابوا
۲ کلارینت در «لا»
۲ فاگوت
سازهای بادی برنجی:
۲ هورن در «لا»
۲ ترومپت در «ر»
سازهای کوبه ای:
تیمپانی
سازهای زهی:
ویولن (۱و۲)
ویولا
ویولنسل
کنترباس

### موومان‌ها
سمفونی هفتم دارای چهار موومان است که به ترتیب عبارتند از:
I. پوکو سوستنوتو، ویواچه (4
4) در لا ماژور
II. آلگرتو (2
4) در لا مینور
III. پِرِستو، آسای منو پرستو (3
4) در فا ماژور
IV. آلگرو کُن بِریو (2
4) در لا ماژور
این اثر به دلیل استفادۀ مجموعه‌ای از روش‌های ریتمیک که نشان‌دهندهٔ رقص است، شناخته شده‌است، مانند: ریتم‌های نقطه‌دار و فیگورهای ریتمیک تکراری. همچنین تنش‌های بین تنالیته‌ها در کلیدهای لا ماژور، دو ماژور و فا ماژور بسیار مهیج است. به عنوان مثال: موومان اول در لا ماژور است اما تکرارها در دو ماژور و فا ماژور است. علاوه بر آن موومان دوم در گام مینور است ولی در بخش‌هایی به لا ماژور ورود می‌کند، و موومان سوم یک اسکرتسو در فا ماژور است.
زمانِ یک اجرای معمولی حدود ۴۰ دقیقه طول می‌کشد.

#### موومان اول
این قسمت در فرم سونات، ابتدا به آهستگی شروع می‌شود و به تدریج ریتم تندتری به خود می‌گیرد. موومان اول با یک مقدمهٔ طولانی و گسترده شروع می‌شود که دارای سرعت پوکو سوستنوتو (علامت مترونوم: ۶۹ = ♩) است. برای گام‌های صعودیِ طولانی، از یک سریِ نمایان کاربردی به صورت آبشاری استفاده شده‌است که مدولاسیون را به سمت دو ماژور و فا ماژور تسهیل می‌کند. در آخرین بخش گذر از فا ماژور، موومان به بخش اصلیِ ویواچه منتقل می‌شود. «ویواچه» (۱۰۴ = ♩) در فرم سونات است، و توسط ریتم‌های نقطه‌دار، با تغییرات ناگهانی در دینامیک و مدولاسیون‌های غیرمنتظره همراه است. اولین تمِ «ویواچه» در زیر نشان داده می‌شود:
بخش بسط و گسترش از دو ماژور شروع شده و شامل بخش‌های گسترده‌ای در فا ماژور است. موومان با یک کدای طولانی، که به‌مانند بخش «بسط و گسترش» آغاز می‌شود، به پایان می‌رسد. این کدا حاوی یک پاساژ بیست میزانی معروف است که دارای یک موتیف دو میزانی است و ده بار تکرار می‌شود، در پس‌زمینه‌ای با عمق چهار اکتاو به صورت پدال روی نت می.

#### موومان دوم
موومان دوم در ابتدا مانند مارشِ عزا با اجرای هورن‌ها است، اما در ادامه، از تنالیته لا مینور به لا ماژور تغییر کرده و موسیقی پر جنب و جوش ادامه پیدا می‌کند و در نهایت به حالتِ اولیه بازمی‌گردد. این موومان در اجرای اولیه مورد استقبال عمومی قرار گرفت و محبوب شد. در این موومان اِتکا به بخش زهی، آن را به عنوان مثال خوبی از پیشرفت‌های بتهوون در نوشتن ارکسترال برای «ارکستر زهی» که بر اساسِ نوآوری‌های تجربی یوزف هایدن بنا می‌کند. موومان با ساختاری در فرمِ دوبل واریاسیون بر روی یک اوستیناتو (فیگور ریتمیک مکرر، یا باس زمینه، یا پاساکاگلیا از یک نت سیاه، دو نت چنگ و دو نت سیاه)، شروع می‌شود و ملودی اصلی توسط ویولاها و ویلنسل‌ها اجرا می‌شود.
این «ملودی اول»، سپس توسط ویولن‌دوم‌ها اجرا می‌شود درحالی‌که ویولن‌اول‌ها و ویلنسل‌ها «ملودی دوم» را اجرا می‌کنند، که توسط جرج گروو به عنوان «زیبایی زهی‌ها دست در دست» توصیف شده‌است. سپس مجدداً ویولن‌اول‌ها «ملودی اول» را و ویلن‌دوم‌ها، «ملودی دوم» را به‌دست می‌گیرند. این پیشرفت با ورود سازهای بادی به اوج می‌رسد، هنگامی که ملودیِ اول را اجرا می‌کنند و ویلن‌های‌اول و دوم، ملودیِِ دوم را اجرا می‌کنند. پس از آن موسیقی از مینور به ماژور تغییر می‌کند زیرا کلارینت‌ها یک ملودیِ آرام‌تر را با پس‌زمینه‌ای تریوله (نت‌های سه‌تایی) و سَبُک که توسط ویولن‌ها اجرا می‌شوند، به عهده می‌گیرند. این بخش سی‌و‌هفت میزانی را بعداً زهی‌ها با حرکتی نزولی در گام مینور به پایان می‌رسانند، و ملودی اول، دوباره در یک فوگ دقیق از سر گرفته می‌شود.

#### موومان سوم
این قسمت در فرم اسکرتسو است و تم اصلی آن بر گرفته از یک ترانهٔ مذهبی متعلق به زاهدانِ اتریشی است. ساختار این موومان دارای سه‌گانهٔ (ABA) است که تکرار شده و به صورت (ABABA) اجرا می‌شود که این فرم در دیگر آثار بتهوون مانند: سمفونی چهارم، پاستورال و «کوارتت زهی، اپوس ۵۹، شماره ۲» نیز وجود داشته‌است.

#### موومان چهارم
موومان چهارم در فرم سونات است و دارای ریتم رقص و تمپوی تند است. در ادامه، سمفونی با انرژی و هیجانِ حیرت‌انگیزی به پایان می‌رسد. طبق گفتهٔ گلن استنلی (مورخ موسیقی)، بتهوون «از این احتمال استفاده می‌کند که یک «بخش زهی» می‌تواند هم حرکت زاویه‌دار و هم تضادِ ریتمیک را تحقق ببخشد اگر، از پس زمینه‌ای مانند «اوبلیگاتو» (نت غیرقابل حذف) استفاده شود»، به خصوص در کدا، که حاوی نمونه‌ای کمیاب  با شدت (fff) در موسیقی بتهوون است.
جرج گروو در کتاب خود «بتهوون و نُه سمفونی‌هایش»، نوشت: «نیرویی که در تمام این قلمرو حاکم است به معنای واقعی کلمه بسیار باورنکردنی است و رام داس، یکی از قهرمانان توماس کارلایل را به یاد می‌آورد. به اندازه کافی آتش در شکم او قرار دارد تا تمام جهان را به آتش بکشد». دونالد تووی در «مقاله‌های تحلیل موسیقی»، دربارهٔ این موومان اظهار داشت «خشم دیونیسوس» است، و بسیاری از نویسندگان دیگر دربارهٔ «رقص-انرژی» آن اظهار نظر کرده‌اند: تم اصلی یک نوع واریاسیون دوبل از یک موسیقی فولکلور ایرلندی تنظیم خودِ بتهوون با نام «مرا از خردمند و قبر نجات بده»، قطعهٔ شماره ۸، از «دوازده آهنگ فولکلور ایرلندی، وو ۱۵۴» است.

## واکنش‌ها
منتقدان و شنوندگان اکثراً احساس اِغنا و الهام از سمفونی هفتم دارند. برای نمونه، یک نویسنده در یادداشتِ برنامه نوشته‌است:
 موومان نهایی با انرژی و سرعتی مهارنشدنی پدید می‌آید، کلِ ارکستر را از اساس تا اطراف سالن می‌روبد و تهدید می‌کند، اسیرِ خوشحال شدنِ اجرای یکی از بهترین سمفونی‌هایی که تاکنون نوشته شده‌است.
آنتِنی هاپکینز (آهنگساز و نویسندهٔ موسیقی)، دربارهٔ سمفونی می‌گوید:
سمفونی هفتم شاید بیش از هر کسی احساس خودجوش بودنِ واقعی به ما بدهد. به نظر می‌رسد نت‌ها از صفحه پرواز می‌کنند، زیرا ما در کنار جزر و مدی ابتکاری و الهام‌بخش قرارگرفته‌ایم. بتهوون خودش با شور و شوق از آن به عنوان «یکی از بهترین آثار من» سخن گفت، ما که هستیم که به حکم او اعتراض کنیم؟.
تحسین کنندهٔ دیگر، ریشارد واگنر است که با اشاره به ریتم‌های سرزنده‌ای که اثر را در بر می‌گیرد، آن را «ایزدانگاری رقص» و «جشن باشکوهی که برای خدای شراب برپا شده» توصیف می‌کند. اگر این نظر و توصیف واگنر درست هم نباشد، اما جوش و خروش بتهوون در این اثر، نشان از جشن‌های مذهبی دارد که از سرزمین مادری‌اش در خاطرش مانده‌است.
از طرف دیگر، تحسین این اثر همگانی نبوده و انتقاداتی هم داشته‌است. فریدریش ویک که در هنگام تمرین حضور داشت، گفت: اجماع بین موسیقی‌دانان و افراد، غیرمستقیم این بود که بتهوون باید سمفونی را در حالت مستی ساخته باشد، و سر توماس بیچام دربارهٔ موومان سوم اظهار داشت: «چه کاری می‌توانید با آن انجام دهید؟ این مانند بسیاری از یاک‌ها است که در حال پریدن هستند».
تضادهای روحی غیرمنتظره و رفتارهای ناگهانی بتهوون در بیانِ خشم و شادی، جلوه‌های ناهماهنگ ولی پرشکوه و التهابات افسانه‌ای در آثارش خودنمایی می‌کند و همین روحیات باعث شد که مردم آلمان شمالی، سمفونی هفتم را «اثری از یک میخوارهٔ همیشه مست» بدانند. بتهوون خودش گفته‌است: «من همچون باکوس هستم که برای بشریت شرابی مطبوع می‌سازم، من هستم که بر روح مردم سرمستی الهی می‌بخشم».
ادعای تکراری مبنی بر اینکه کارل ماریا فون وبر، خط باس کروماتیک را در کدای اولین موومان، شاهدی در نظر گرفته‌است که به نظر می‌رسد بتهوون «از تیمارستان رسیده» است، این ادعا اولین بار از طرف آنتون شیندلر زندگی‌نامه‌نویسِ بتهوون به «وبر» نسبت داده شد. تعصب ذهنی او به بتهوون کاملاً آشکار است، او به دلیل حملات وسواسی به وبر، مورد انتقاد معاصران خود قرار گرفته بود. طبق گفتهٔ جان واراک (زندگی‌نامه‌نویسِ «وبر»)، شیندلر هنگام دفاع از بتهوون از لحاظ شخصیتی گریزان بود، و «هیچ‌گونه اثبات مشخصی» تاکنون به دست نیامده که وبر این اظهارات را داشته باشد.
رومن رولان سمفونی هفتم را «غوغای مستانه و آشوب‌برانگیزِ ریتم و آهنگ» می‌داند و می‌نویسد:
بتهوون در هیچ‌یک از آثارش به اندازهٔ سمفونی هفتم، صراحت، قدرت و آزادگی به وجود نیاورده است. در این سمفونی نیروهای عظیم و فوق بشری، بی‌پروا و بی هدف، فقط و فقط به خاطر لذت، صرف شده‌اند. لذت قدرت، لذتِ طغیانِ رودی عظیم که همه جا را فرا می‌گیرد و در خود غرق می‌کند.

## رونوشت
یک رونوشت از نسخهٔ دست‌نویس پارتیتور سمفونی شمارۀ هفتِ بتهوون در سال ۲۰۱۷ توسط انتشارات «فیگارو ورلاگ» منتشر شد.

## یادداشت
1. ↑  Count Moritz von Fries
2. ↑  Battle of Hanau
3. ↑  Wellington's Victory
4. ↑  ostinato
5. ↑  passacaglia von Fries
6. ↑  Glenn Stanley
7. ↑  obbligato
8. ↑  Beethoven and his Nine Symphonies
9. ↑  Ram Dass
10. ↑  Donald Tovey
11. ↑  Essays in Musical Analysis
12. ↑  Save me from the grave and wise
13. ↑   Antony Hopkins
14. ↑  John Warrack
15. ↑  Figaro Verlag